# مرجان‌لی
مرجان‌لی (ترکی آذربایجانی: Mərcanlı) یک منطقهٔ مسکونی در جمهوری آرتساخ است که در استان هادروت واقع شده‌است.